# Museo del Retablo (Burgos)
El museo del Retablo en Burgos (Castilla y León, España) está instalado en la Iglesia de San Esteban, sin culto en la actualidad, y pertenece al Arzobispado de Burgos. Reúne una colección de retablos del siglo XV al siglo XVIII procedentes de diversas localidades de la provincia de Burgos. También ofrece un muestrario de orfebrería religiosa. 

## La Iglesia de San Esteban

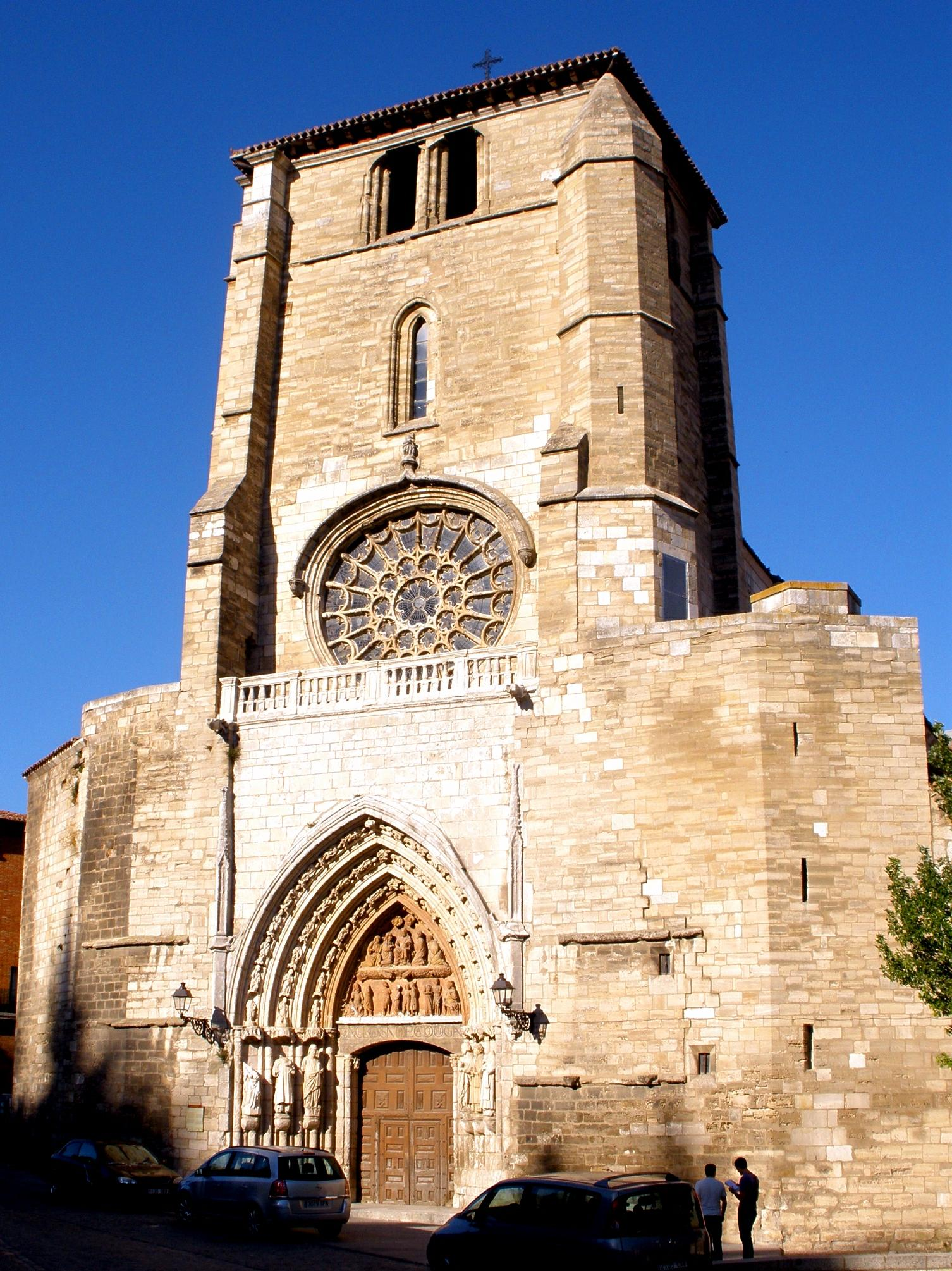
Exterior de la iglesia.

La iniciativa de dedicar la iglesia de San Esteban a museo donde proteger los retablos de los pueblos de la provincia que iban quedando deshabitados o que tenían problemas para su vigilancia y conservación partió del canónigo fabriquero de la catedral de Burgos y encargado del patrimonio de la diócesis, Agustín Lázaro. Para ello, el Arzobispado de Burgos trasladó el culto de la parroquia de San Esteban a la Iglesia de San Nicolás para convertirla en museo. El templo que acoge la muestra es un edificio representativo del gótico burgalés. Construido entre los siglos XIII y XIV, tiene planta de tres naves y tres ábsides que se cubren con crucería sencilla. Presenta la singularidad, entre las iglesias de Burgos, de tener claustro y sala capitular, del siglo XIV. En el interior, es muy notable la parte ornamental del coro, el arco y la tribuna del órgano, el triforio, el púlpito y los sepulcros nobiliarios, elementos gótico-renacentistas en los que trabajaron artistas de la talla de Simón de Colonia, Nicolás de Vergara y Juan de Vallejo. Al exterior, destacan la fachada-torre, que contiene unos artísticos rosetón y portada historiada con evidentes influencias de las fachadas de la Catedral de Burgos.

## La colección
El acceso al Museo se realiza desde la puerta de la calle del claustro. 

### Retablos
Se exponen al público 18 retablos realizados en los siglos XVI, XVII y XVIII, correspondientes a los estilos tardogótico, renacentista (y subestilos) y barroco (y subestilos). La mayoría de los retablos proceden de pequeñas iglesias de la diócesis que, por razones de seguridad y conservación, hubieron de ser trasladados y recopilados en este espacio. Algunas piezas exhibidas pertenecen no obstante a la propia iglesia de san Esteban, empezando por el Retablo Mayor, que ocupa su lugar original, la capilla mayor de la iglesia. 
De acuerdo con la función catequética del retablo, la dinámica de la muestra es la siguiente: en la nave central de la iglesia se traza la línea simbólica del camino martirial del cristiano, mientras que en las naves laterales se desarrolla el misterio de Cristo y de María.
- Nave central, en la que también se exponen dos pilas bautismales románicas procedentes de las localidades de Eterna y Albacastro y tres sepulcros góticos, en piedra y madera, traídos desde el Monasterio de Santa María la Real de Vileña.

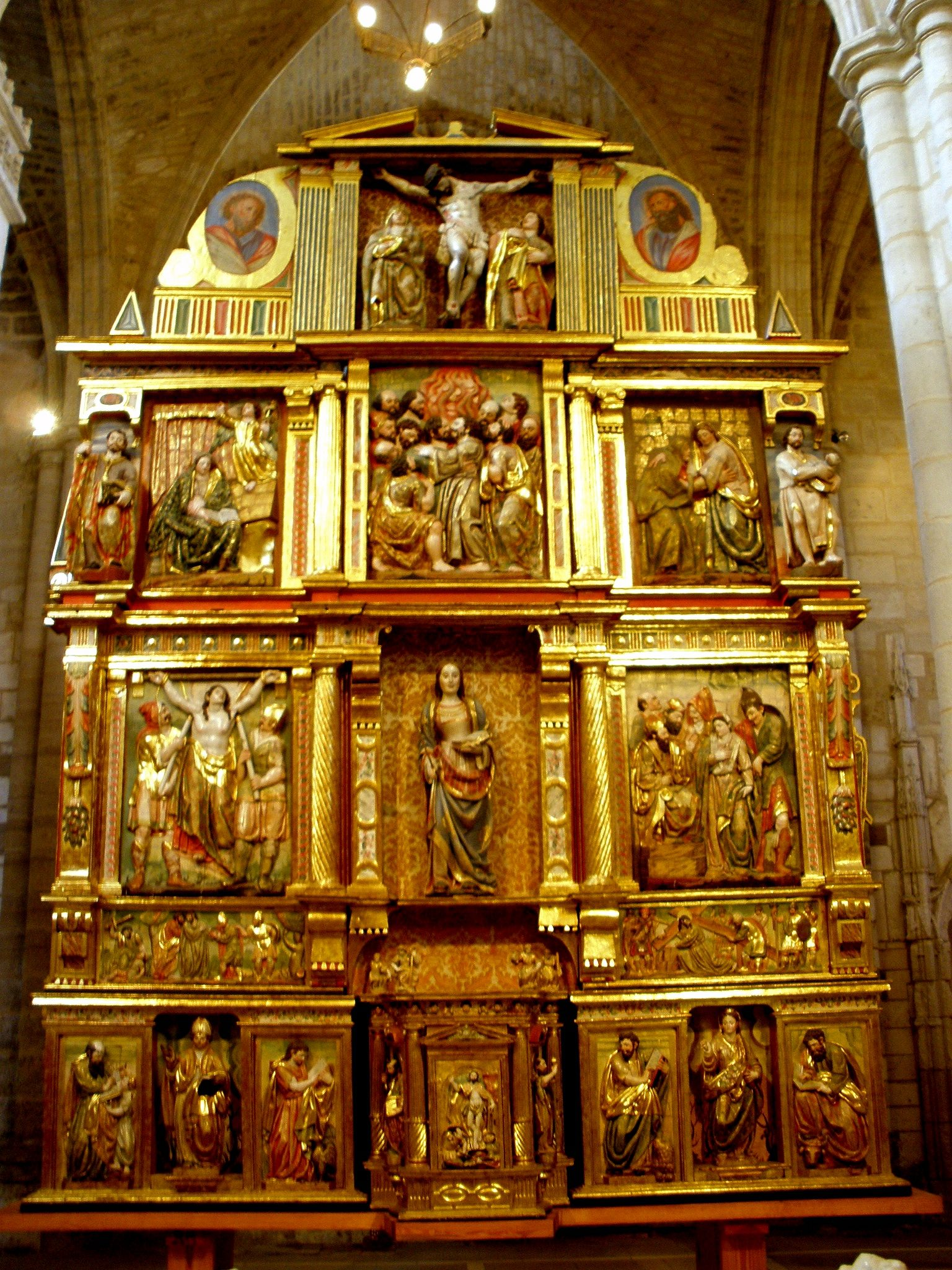
Retablo de Santa Eulalia de Mérida (s-XVII), procedente de Arconada de Bureba.

- 1. Retablo de san Esteban. Es el Retablo Mayor de la iglesia, mueble de líneas neoclásicas de entre finales del siglo XVIII y principios del XIX, dorado y formado por dos cuerpos divididos en tres calles, más el ático con el Calvario. Los espacios, separados por entablamientos, columnas y pilastras de orden corintio, todos ellos sin decoración, acogen tallas y relieves policromados de santos

- 2. Retablo de san Juan Bautista. Renacentista romanista del siglo XVI (c. 1570), procedente de Carrias. Escultura en relieve y bulto; madera policromada y estofada. Obra del taller de Antonio de Elejalde. Medidas: 4,4 x 3,2 m.

- 3. Retablo de santa Catalina. Renacentista romanista del siglo XVI (c. 1570), procedente de Carrias. Escultura en relieve y bulto; madera policromada y estofada. Obra del taller de Antonio de Elejalde. Medidas: 4,4 x 3,2 m.

- 4. Retablo de santa Eulalia de Mérida. Gótico del siglo XVI (c. 1523), procedente de Tañabueyes. Pintura sobre tabla y talla policromada en calle central. Anónimo. Medidas: 4,4 x 4,2 m. Fue trasladado en el año 2011 a la parroquia de san Martín de Porres de la capital burgalesa, creando una situación polémica con los vecinos del pueblo de donde procede.

- 5. Retablo de santa Eulalia de Mérida. Barroco clasicista del siglo XVII (primer tercio), procedente de Arconada de Bureba. Escultura en relieve y bulto; madera policromada y estofada. Anónimo. Medidas: 5 x 4,1 m.

- 6. Retablo de san Joaquín y santa Ana. Renacentista plateresco del siglo XVI (primer tercio), procedente de Villamorón. Escultura en relieve y bulto; madera policromada y estofada. Anónimo. Medidas: 3,2 x 2,5 m.

- 7. Retablo de san Julián y santa Basilisa. Renacentista romanista del siglo XVII (c. 1600), procedente de Bárcena de Bureba. Escultura en relieve y bulto; madera policromada y estofada. Anónimo. Medidas: 3,1 x 2,7 m.

- Nave del Evangelio (izquierda):

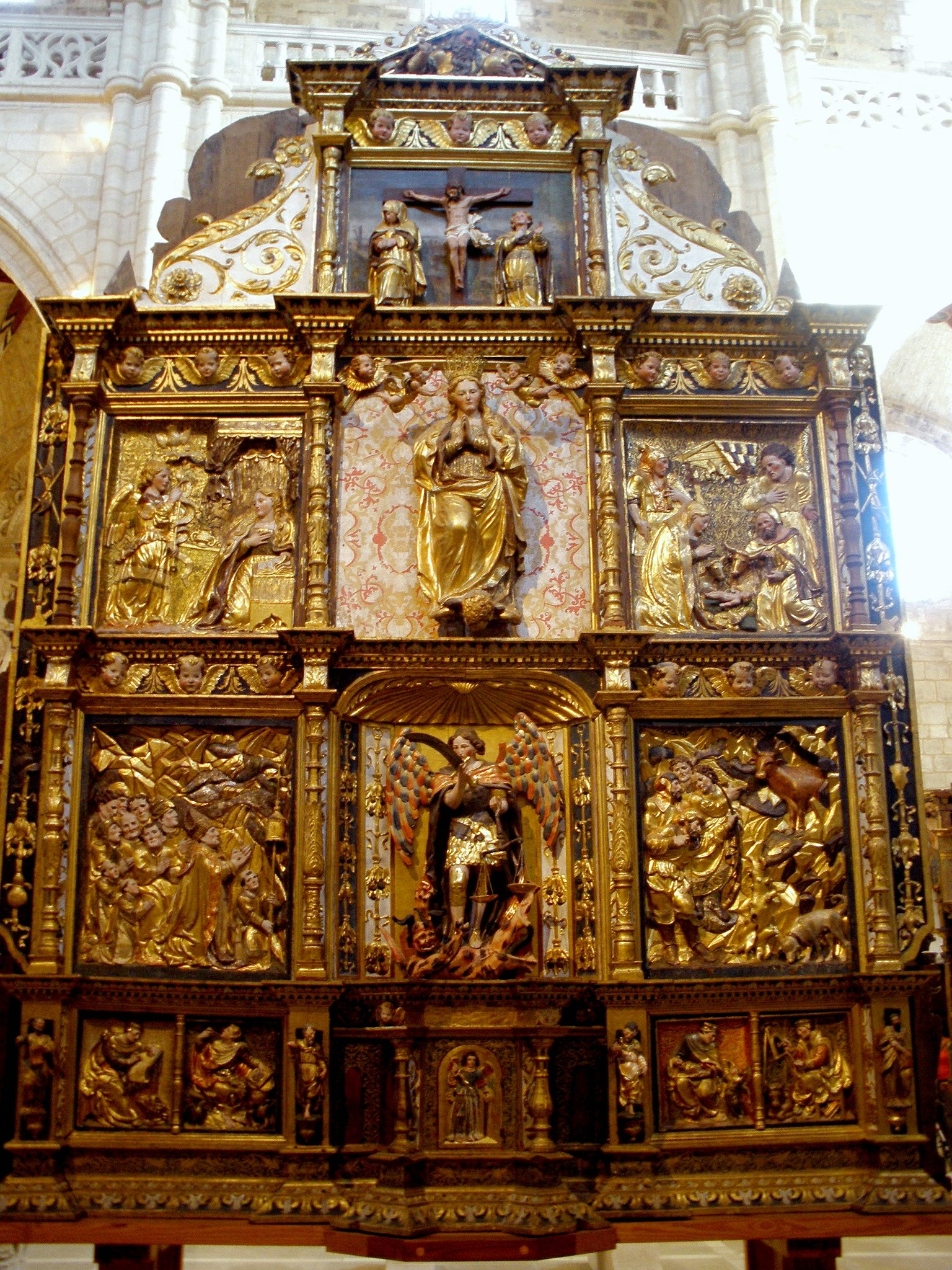
Retablo de San Miguel Arcángel (s-XVI), procedente de Cortiguera.

- 8. Retablo de la Virgen Inmaculada. Barroco churrigueresco del siglo XVIII (1741-1757), en la cabecera de la nave y perteneciente a la Iglesia de San Esteban. Obra del retablista José Valdán, el escultor Manuel Romero y el dorador Fermín López Sagrado. Medidas: 5,2 x 5 m.

- 9. Retablo de san Clemente, papa y mártir. Renacentista romanista del siglo XVI (tercer tercio), procedente de Huidobro. Escultura en relieve y bulto; madera policromada y estofada. Anónimo. Medidas: 3,7 x 2,9 m.

- 10. Retablo de san Miguel Arcángel. Renacentista manierista del siglo XVI (primer tercio), procedente de Cortiguera. Escultura en relieve y bulto; madera policromada y estofada. Anónimo.

- 11. Retablo de san Lorenzo. Renacentista romanista del siglo XVI (tercer tercio), procedente de Pesquera de Ebro. Escultura en relieve y bulto; madera policromada y estofada. Anónimo. Medidas: 3,4 x 2,1 m.

- 12. Retablo de Cristo Resucitado. Barroco del siglo XVII (1656), procedente de Cortiguera. Escultura en bulto; madera dorada y policromada. Anónimo. Medidas: 4,2 x 2,9 m.

- 13. Retablo de san Martín Obispo. Barroco clasicista (c. 1600), procedente de Villanueva del Grillo. Escultura en relieve y bulto; madera dorada y policromada. Anónimo. Medidas: 7,2 x 5,6 m.

- Nave de la Epístola (derecha):

- 14. Retablo de los Reyes Magos. Barroco clasicista del siglo XVII (primer tercio), propio de la Iglesia de San Esteban. Escultura en relieve; madera policromada y estofada. Anónimo. Medidas: 4,2 x 3,2 m.

- 15. Retablo de la Última Cena. Renacentista de transición entre los siglos XVI y XVII, propio de la Iglesia de San Esteban. Pintura sobre tabla.

- 16. Retablo de la Virgen. Renacentista plateresco del siglo XVI (primer tercio), procedente de Castrillo Mota de Judíos. Pintura sobre tabla y talla en calle central; madera policromada. Anónimo. Medidas: 3,4 x 2,4 m.

- 17. Retablo de Cristo Crucificado. Barroco churrigueresco del siglo XVIII (1741-1757), en la cabecera de la nave y perteneciente a la Iglesia de San Esteban. Obra del retablista José Valdán, el escultor Manuel Romero y el dorador Fermín López Sagrado. Medidas: 5,2 x 5 m.

- 18. Retablo de la Virgen Madre. Renacentista manierista del siglo XVI (primer o segundo tercio). Escultura en relieve; madera policromada. Anónimo. Medidas: 2 x 1,5 m. Se trata de una recomposición, ya que la mazonería procede de Tañabueyes y los relieves de Tosantos.

### Orfebrería

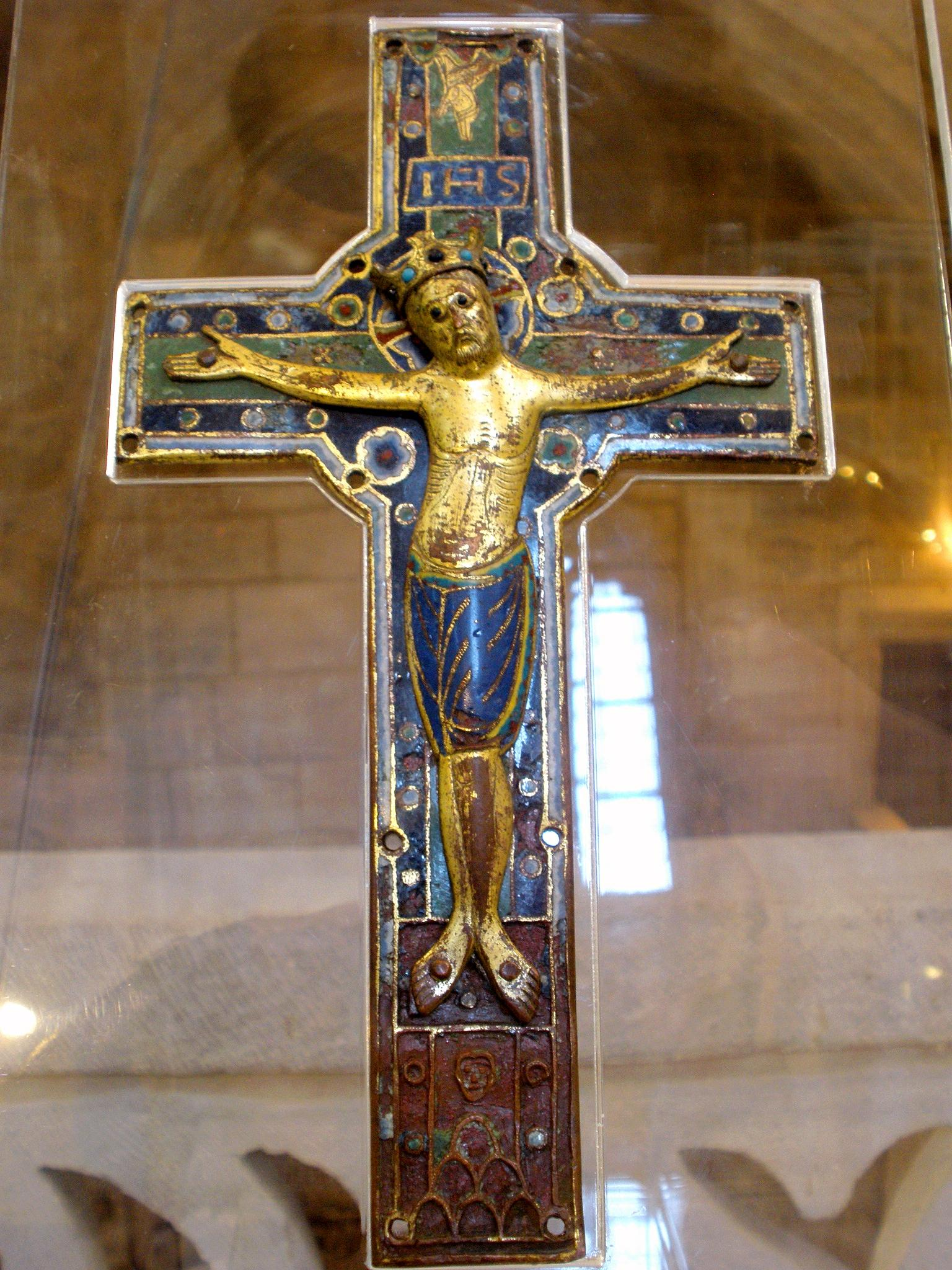
Cruz de aplique del. Cobre dorado, grabado y esmaltado, procedente de Terrazas.

En el coro alto de la iglesia se ubican las vitrinas con una serie de piezas de culto eucarístico procedentes de la propia parroquia y de iglesias rurales de la provincia. La colección consiste en vasos sagrados (cálices y píxides) cruces y custodias de los siglos X a XVIII. 
Entre las cruces cabe destacar: la profesional o de altar, hecha en latón, mozárabe con influencias visigodas del siglo X, procedente de Villorobe; el crucifijo de aplique en cobre dorado, grabado y esmaltado, románica del siglo XII, procedente de Terrazas; el pequeño (13 cm.) crucifijo de marfil del Monasterio de San Juan de Ortega, románico del siglo XII; la procesional de cobre dorado y placas esmaltadas, gótica del siglo XIV, procedente de Urrez; la de plata dorada gótica del siglo XV, procedente de la parroquia de Santa María la Real y Antigua de Gamonal, en el mismo Burgos; y la procesional de plata con detalles dorados, gótica del siglo  XVI, procedente de San Adrián de Juarros.
Los cálices más notables son el de Arroyo de Muñó, trabajo en plata dorada, repujada y cincelada, gótico del siglo XV, y el de la iglesia de San Pedro y San Felices de Burgos, de plata dorada y renacentista, del siglo XVI. De las cuatro custodias, se destacan la de San Pedro y San Felices de Burgos, gótica del siglo XV, y la de Valpuesta, renacentista del siglo XVI.
Este conjunto está presidido en el espacio coral por una pintura de la Última Cena, obra de la escuela castellano flamenca del siglo XV, y un tríptico del Calvario, obra del artista flamenco del siglo XVI Ambrosius Benson y procedente de la Iglesia de San Cosme y San Damián de la capital burgalesa.

## Información útil
Invierno: 10:00 a 14:00 y 16:00 a 19:00.
Verano: 10:00 a 14:00 y 17:00 a 20:00.
Domingo tarde (invierno) y lunes cerrado (excepto julio, agosto y septiembre).